# C/1556 D1
La grande comète de 1556 (C/1556 D1) est une comète parabolique du système solaire, qui est devenue visible a l'œil nu en 1556.
Découverte à la fin février, la comète est observée par le médecin Paul Fabricius à Vienne du 4 au 15 mars.   
On raconte que l'apparition de la comète effraya l'empereur Charles Quint qui craignait qu'elle annonce sa mort prochaine.    

## Ecrits contemporains
- Pierre Hassard, De l'horrible comete, qui sest apparu en ces Regions, enuiron le premier iour de Mars, L'an 1556 ... auquel est adiouste vn petit traicté de la preseruation contre la Peste, Louvain, Jean Vvaen, 1556 .